# Rio Krishna
O rio Krishna (em marata:  कृष्णा नदी, em canarês:  ಕೃಷ್ಣಾ ನದಿ, em telugo:  కృష్ణా నది) é um dos maiores rios da Índia, com uma extensão aproximada de 1300 km e drena uma área superior a 250000 km². Nasce nas colinas de Mahabaleswar no estado de Maarastra, atravessa a cidade de Sangli e encontra-se com o mar na baía de Bengala na cidade de Hamasaladeevi no estado de Andra Pradexe. Além dos estados já citados, o rio Krishna atravessa também o estado de Carnataca.
Um dos principais afluentes do Krishna é o rio Tungabadra, formado por sua vez pelos rios Tunga e Badra que nascem na zona conhecida como Ghats do oeste. O rio conta com duas importantes barragens, uma em Srisailam e a outra nas colinas Nagarjuna. Esta última, conhecida como Nagarjuna Sagar, é uma das maiores barragens de toda a Ásia.

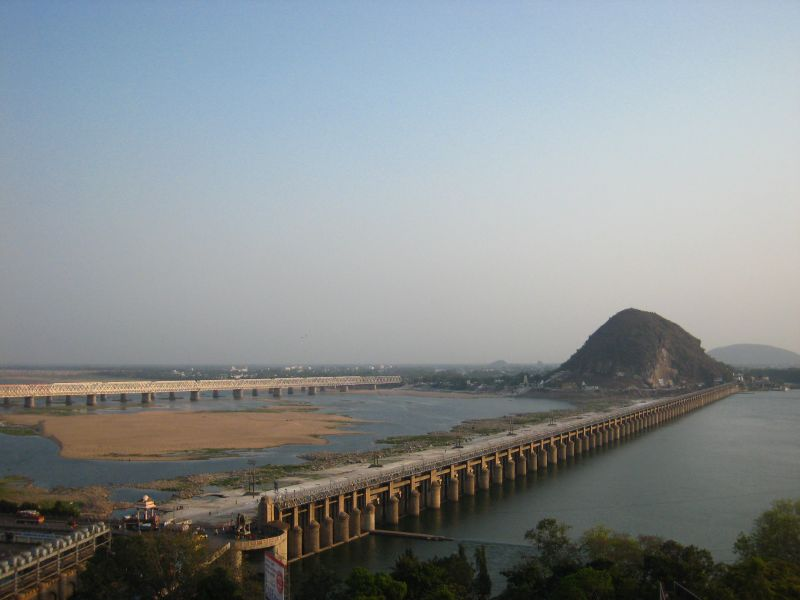
Vista do rio Krishna em Vijayawada

Como em quase todos os rios da Índia, as margens do Krishna estão adornadas de templos. O de Templo de Sangli, dedicado ao deus Ganesha é um dos mais belos. Próximo desta cidade encontram-se diversos templos, destino de muitos peregrinos hindus.
O seu longo percurso por zonas altamente industrializadas provocou nos últimos anos um alto teor de contaminação, tendo sido elaborado um plano de conservação governamental desde 2001. A cada doze anos celebra-se o festival do rio conhecido como Pushkarams. Durante o festival os fiéis fazem várias oferendas para conseguir que os seus antepassados falecidos alcancem o céu. O último destes festivais celebrou-se no ano 2004.